# Ибирарема
Ибирарема (порт. Ibirarema)  —  муниципалитет в Бразилии, входит в штат Сан-Паулу. Составная часть мезорегиона Ассис. Входит в экономико-статистический  микрорегион Асис. Население составляет 5833 человека на 2006 год. Занимает площадь 228,453 км². Плотность населения — 25,5 чел./км².

## История
Город основан 1 декабря 1948 года.

## Статистика
- Валовой внутренний продукт на 2003 составляет 102.267.477,00 реалов (данные: Бразильский институт географии и статистики).
- Валовой внутренний продукт на душу населения на 2003 составляет 17.717,86 реалов (данные: Бразильский институт географии и статистики).
- Индекс развития человеческого потенциала на 2000 составляет 0,775 (данные: Программа развития ООН).